# Italo-argentini
(Marcello De Cecco - La Repubblica)
Un italo-argentino è un cittadino argentino di origine italiana o discendente di emigranti italiani.

## Vicende

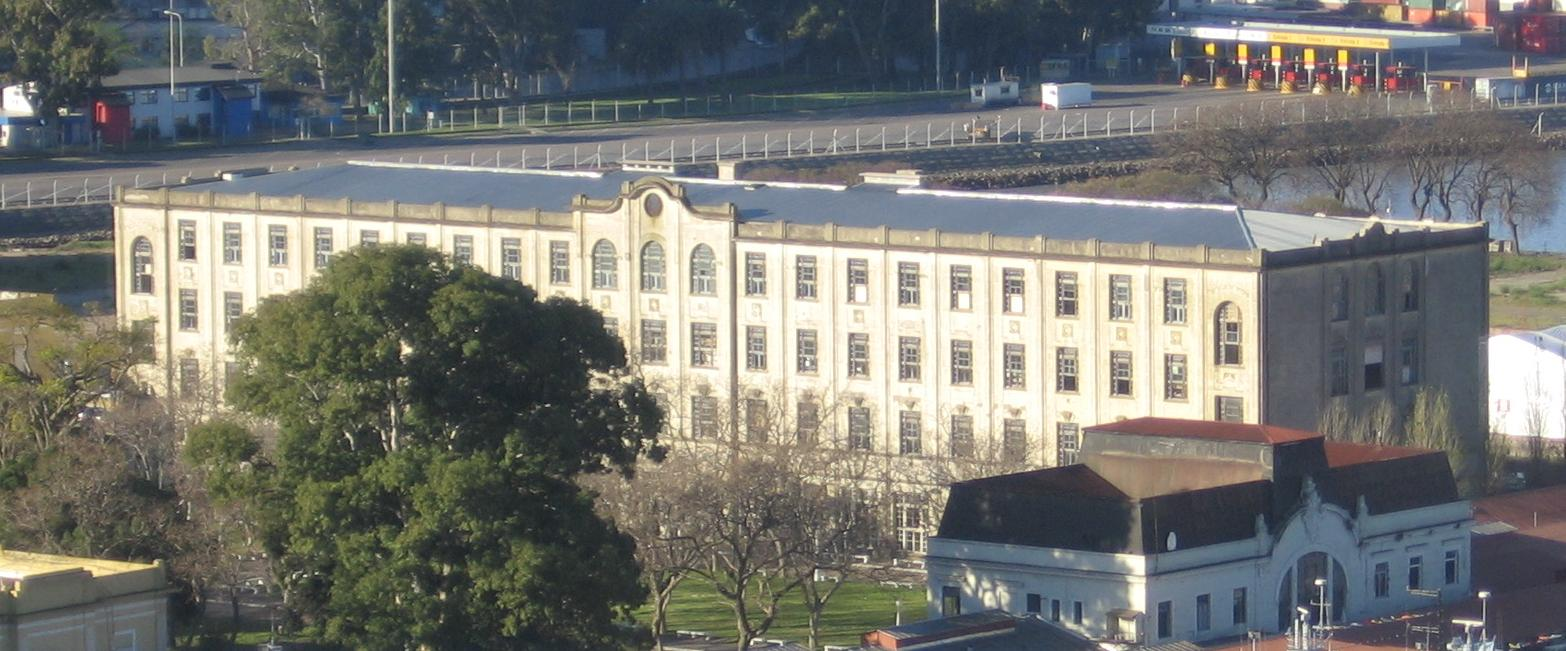
L'Hotel de Inmigrantes, nel porto di Buenos Aires, attualmente museo dell'immigrazione.

La comunità degli italo-argentini, considerando sia gli italiani residenti nel Paese (oltre mezzo milione quelli censiti dall'AIRE), sia gli oriundi italiani con doppio passaporto, giunge secondo diverse stime a superare le 664.597 persone. Tenendo conto degli argentini di origine italiana, questi rappresentano il primo gruppo etnico del paese sudamericano con 30 milioni di persone, più del 70% della popolazione argentina riconosce una qualche discendenza da avi italiani. La comunità degli italo-argentini sarebbe inoltre, in termini assoluti, la seconda al mondo dopo quella italo-brasiliana e seguita dagli italoamericani.
La componente di origine italiana, insieme a quella spagnola, costituisce di fatto l'ossatura principale della società argentina. La cultura del Paese ha inoltre molte connessioni con quella italiana, anche riguardo alla lingua, agli usi e alle tradizioni.

## Storia
(Articolo 25 della Costituzione della Confederazione Argentina (1853))
| Emigranti italiani giunti in Argentina e distribuzione regionale |                         |                                  |                               |         |
| Periodo                                                          | Italia nord-occidentale | Italia nord-orientale e centrale | Italia meridionale e insulare | Totale  |
| 1880-1884                                                        | 59,80%                  | 16,80%                           | 23,40%                        | 106.953 |
| 1885-1889                                                        | 45,30%                  | 24,40%                           | 30,30%                        | 259.858 |
| 1890-1894                                                        | 44,20%                  | 20,70%                           | 35,10%                        | 151.249 |
| 1895-1899                                                        | 32,30%                  | 23,10%                           | 44,60%                        | 211.878 |
| 1900-1904                                                        | 29,20%                  | 19,60%                           | 51,20%                        | 232.746 |
| 1905-1909                                                        | 26,90%                  | 20,10%                           | 53,00%                        | 437.526 |
| 1910-1914                                                        | 27,40%                  | 18,20%                           | 54,40%                        | 355.913 |
| 1915-1919                                                        | 32,30%                  | 23,10%                           | 44,60%                        | 26.880  |
| 1920-1924                                                        | 19,70%                  | 27,40%                           | 52,90%                        | 306.928 |
| 1925-1929                                                        | 14,40%                  | 33,10%                           | 52,50%                        | 235.065 |

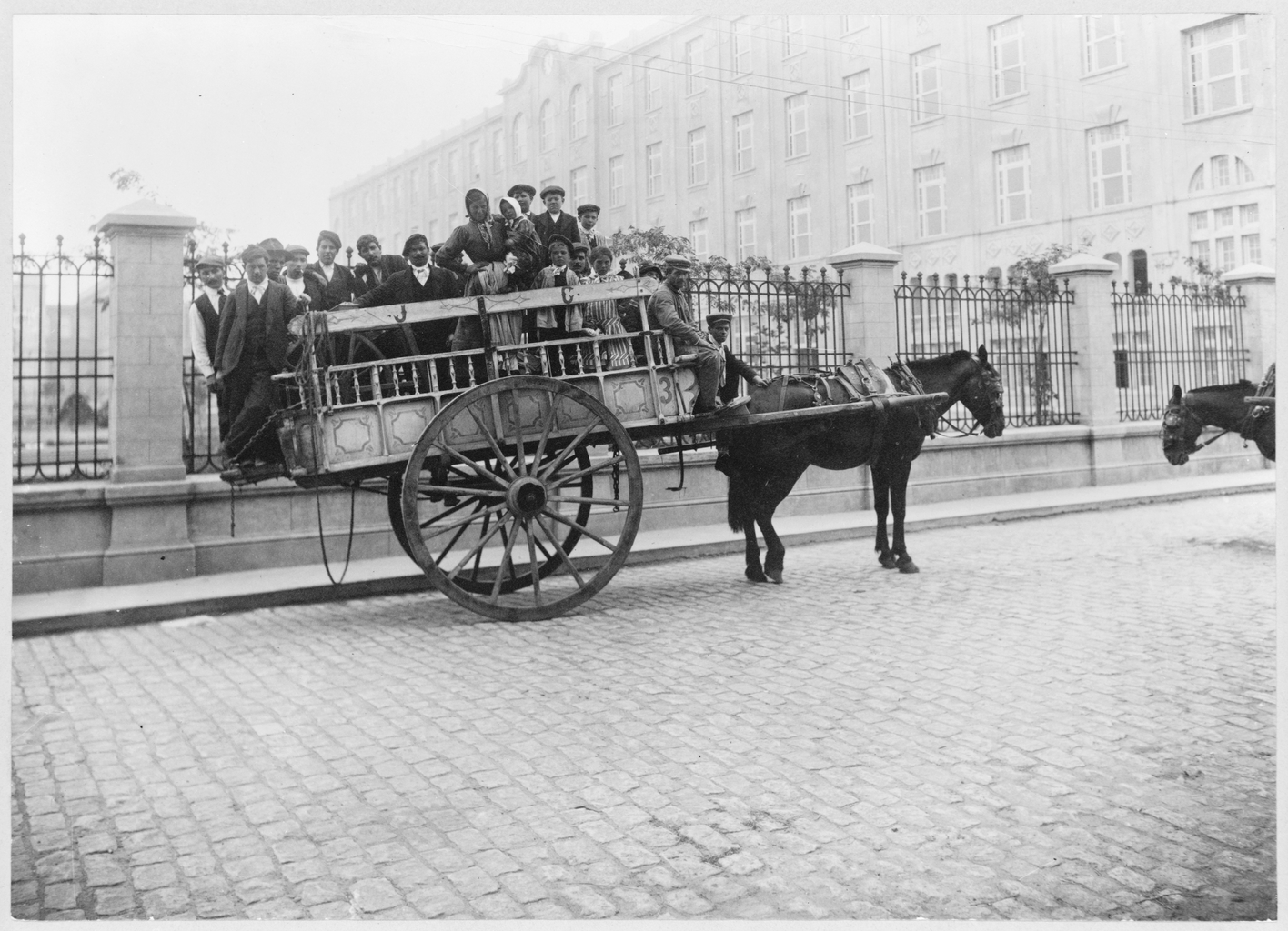
Immigrati italiani a bordo di un carretto presso l'Hotel de Inmigrantes di Buenos Aires.

Piccoli gruppi di italiani cominciarono ad arrivare in Argentina già dalla seconda metà del XVIII secolo, tuttavia è tra il 1870 e il 1930 che si ebbe il grande afflusso del cosiddetto periodo della grande emigrazione. Secondo le stime partirono dall'Italia verso l'Argentina circa 3 milioni di persone tra il 1876 e il 1976, con punte massime tra il 1905 e il 1914.
Se da un lato gli italiani a cavallo tra la fine del XIX e l'inizio del XX secolo partivano per sfuggire a condizioni di diffusa povertà, elevata pressione demografica e forte tassazione, d'altro canto in quel periodo l'Argentina era un paese con un forte bisogno di immigrati: l'impegno di accoglienza, sancito fin nella costituzione del 1853, trovava le sue ragioni in un paese di fatto sottopopolato (la popolazione argentina, un paese il territorio del quale comprende 9 volte il territorio d'Italia, nel 1850 era di sole 1.100.000 unità) e desideroso di popolare le grandi regioni conquistate nella recente guerra della triplice alleanza e con la cosiddetta conquista del deserto (la Patagonia). Ancora, una legge varata dal governo argentino nel 1876 offriva la possibilità di assegnazioni di terreno gratuite o pagabili ratealmente a prezzi molto contenuti, mentre nel 1882 il governo decise di concedere gratuitamente venticinque ettari di terreno a tutti i nuclei familiari.
Inizialmente, la gran parte delle partenze si ebbe dalle regioni del nord (Veneto, Lombardia e Liguria), mentre in seguito aumentò notevolmente la percentuale di persone provenienti da quasi tutto il mezzogiorno d'Italia..
La concentrazione maggiore si può rilevare a Buenos Aires (principale punto di ingresso nel paese) e zone limitrofe, in grande maggioranza Genovesi, tanto che in una crisi del 1882 i residenti esasperati issarono la bandiera di Genova e proclamarono la Repubblica Genovese indipendente di Buenos Aires, e solo l'intervento del presidente della repubblica riuscì a conciliare gli animi senza l'uso della violenza; vi furono anche consistenti gruppi di italiani che si avviarono verso le regioni semidesertiche della Pampa, del Chaco e della Patagonia, per la colonizzazione di quelle regioni. Ushuaia, che viene definita la città più meridionale del mondo, fu costruita in gran parte (ed oggi è popolata) da lavoratori italiani, tra il 1948 e il '49.
| 1871–1880 | 86.000    |
| 1881–1890 | 391.000   |
| 1891–1900 | 367.000   |
| 1901–1910 | 734.000   |
| 1911–1920 | 315.000   |
| 1921–1930 | 535.000   |
| 1931–1940 | 190.000   |
| 1941–1950 | 278.000   |
| 1951–1960 | 24.800    |
| 1961–1970 | 9.800     |
| 1971–1980 | 8.310     |
| 1981–1985 | 4.000     |
| Arrivi    | 2.941.000 |
| Partenze* | 750.000   |
| Saldo     | 2.191.000 |

- Col termine "partenze" si intende il numero di italiani tornati in patria o che si sono spostati in altri Paesi.

## Influenza nella cultura argentina

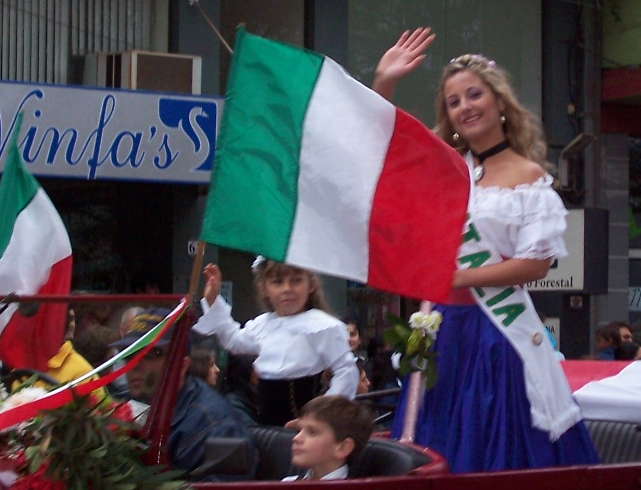
La "regina d'Italia" - Festa dell'immigrante a Oberá, provincia di Misiones.

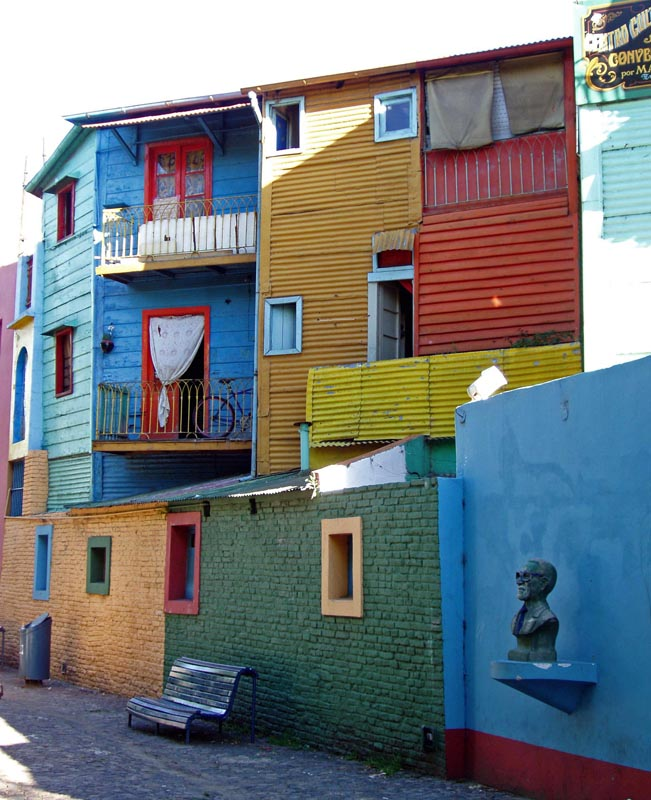
La Boca, quartiere di Buenos Aires popolato dai genovesi nella seconda metà del XIX secolo e diventata una popolare meta turistica.

(Octavio Paz)

### Lingua
Contrariamente a quello che può far pensare la grande penetrazione degli italiani in Argentina, la lingua italiana non ha mai avuto una posizione predominante nella società argentina. Questo principalmente perché, dato il periodo in cui si è avuta la maggior ondata (gli ultimi decenni del XIX secolo) e le caratteristiche sociali dei migranti italiani (principalmente contadini o comunque persone di bassa scolarizzazione), queste persone parlavano essenzialmente le lingue locali e non l'italiano standardizzato. Data inoltre la provenienza da diverse regioni d'Italia, queste lingue ebbero difficoltà a formare una massa critica tale da potersi imporre e anzi, la vicinanza alla lingua spagnola favorì una rapida assimilazione linguistica.
Secondo le stime di Ethnologue ci sarebbero in Argentina 1.500.000 italofoni; tra questi oltre 500.000 italiani censiti dall'AIRE, di cui il 63% ha partecipato alle elezioni politiche del 2008 (la percentuale più alta in assoluto, con una media mondiale pari al 44,88%), dimostrando dunque un non trascurabile interessamento alle tematiche italiane.
Circa 40.000 dei migranti italiani che a partire dall'inizio del '900 si spostarono sparsi in tutto il Paese, ma per lo più a Luján, Buenos Aires e Santa Fe, parlano ancora oggi in ambiente domestico - li dove si è mantenuto - la lingua albanese antica, tipica delle zone del Sud Italia, da cui provenivano. Dal 1955 nella zona Palermo della capitale argentina esiste l'"Associazione Italo-Albanese Frascineto".
Esistono inoltre nel paese diverse associazioni culturali italiane (tra queste 126 sedi della Società Dante Alighieri) e un cospicuo numero di periodici in lingua italiana. Tra queste testate giornalistiche spiccano La Patria degli italiani, Il Mattino d'Italia, L'Eco d'Italia, Mondo Italiano ed il Corriere degli Italiani. L'Italiano è l'unico quotidiano argentino in lingua italiana.
Per quanto riguarda le influenze, diversi studiosi concordano nel trovare una similitudine tra l'intonazione dello spagnolo rioplatense e l'italiano portato dagli immigrati.
Molto più evidenti invece le influenze nel lunfardo (da "lombardo"), un gergo utilizzato nelle zone povere di Buenos Aires e Montevideo verso la fine del XIX secolo, e nel cocoliche, un pidgin italo-spagnolo parlato dagli immigrati italiani fino alla metà del XX secolo.

### Religione
Gli italo-argentini sono cristiani cattolici di rito latino.
Un gruppo di fedeli italo-albanesi d'Argentina, appartenenti alla Chiesa cattolica italo-albanese osservante il rito bizantino, si incontra a Luis Guillón, nel partido di Esteban Echeverría della provincia di Buenos Aires. Gli italo-albanesi erano circa 12.000 al tempo della creazione dell'ordinariato ed erano concentrati principalmente a Luján. Gran parte di essi sono però passati al rito latino. A Buenos Aires esiste il rettorato della Chiesa di San Jorge per i numerosi fedeli italo-albanesi di tradizione bizantina.

### Cucina

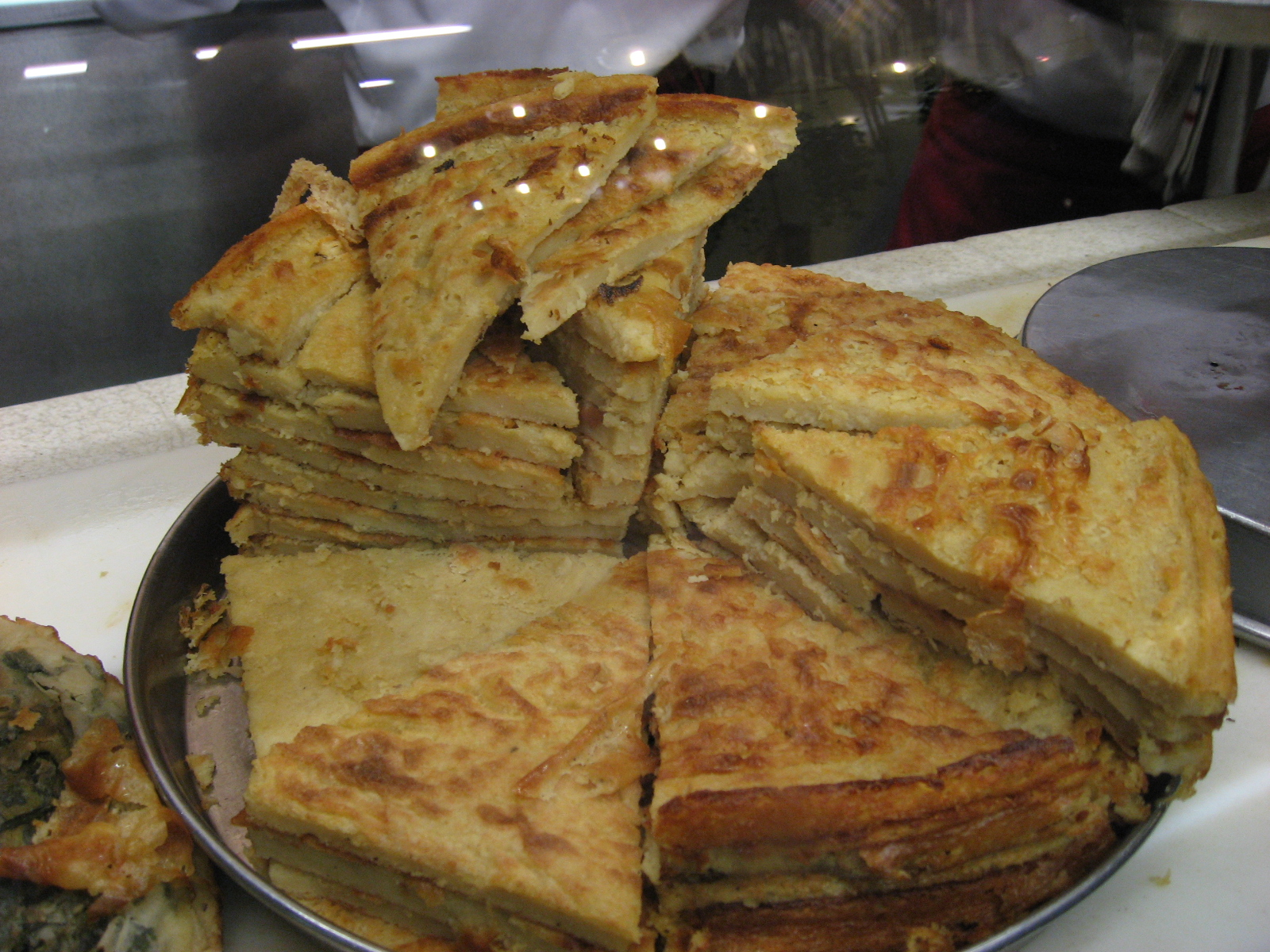
La Fainá argentina

Nella cucina argentina si trovano diverse influenze della cucina italiana, con derivazioni da tutte le regioni della penisola.
Sicuramente l'aspetto più appariscente è il grande utilizzo nella cucina del paese dei piatti a base di pasta; troviamo dunque tallarines (fettuccine), ravioles (ravioli), ñoquis (gnocchi), lasañas (lasagna), e canelones (cannelloni), spesso serviti con grande quantità di tuco (sugo in genovese). Sono presenti anche il pesto, salsa blanca (besciamella) e altre varietà (pomarola - pomodoro, putanesca - puttanesca, fileto). Diffusa anche la polenta.
Ancora, troviamo la fainá, derivata dalla farinata di ceci ligure, e la fugazza con queso, dalla focaccia genovese. Presente anche la pizza, di derivazione napoletana e condita con pomodoro e muzarella, derivazione della mozzarella campana.
Altre similitudini si trovano nella presenza della bañacauda (bagna càuda), così come della milanesa (cotoletta alla milanese).
Tra i cibi che gli immigrati italiani hanno riprodotto in Argentina figurano anche alcuni formaggi. Tra i casi più noti spiccano il reggianito, una delle primissime riproduzioni del Parmigiano Reggiano, il sardo, che a differenza del pecorino sardo è fatto con latte vaccino, il romano, rivisitazione del pecorino romano ed il provolone.
Tra i dolci troviamo la pasta frola, di derivazione della crostata italiana, il pandulce, originato dal pandolce genovese ed il gelato.
Tra i liquori il chitronchelo (limoncello) e la grapa (grappa).

## Nella cultura di massa
Al sentimento di lontananza degli emigrati dall'Italia sono dedicate la canzoni di Ivano Fossati Italiani d'Argentina, contenuta nell'album Discanto, e Argentina di Francesco Guccini, presente nell'album Guccini.